# Ceratostylis retisquama
Ceratostylis retisquama är en orkidéart som beskrevs av Heinrich Gustav Reichenbach. Ceratostylis retisquama ingår i släktet Ceratostylis och familjen orkidéer.
Artens utbredningsområde är Filippinerna. Inga underarter finns listade i Catalogue of Life.

## Bildgalleri

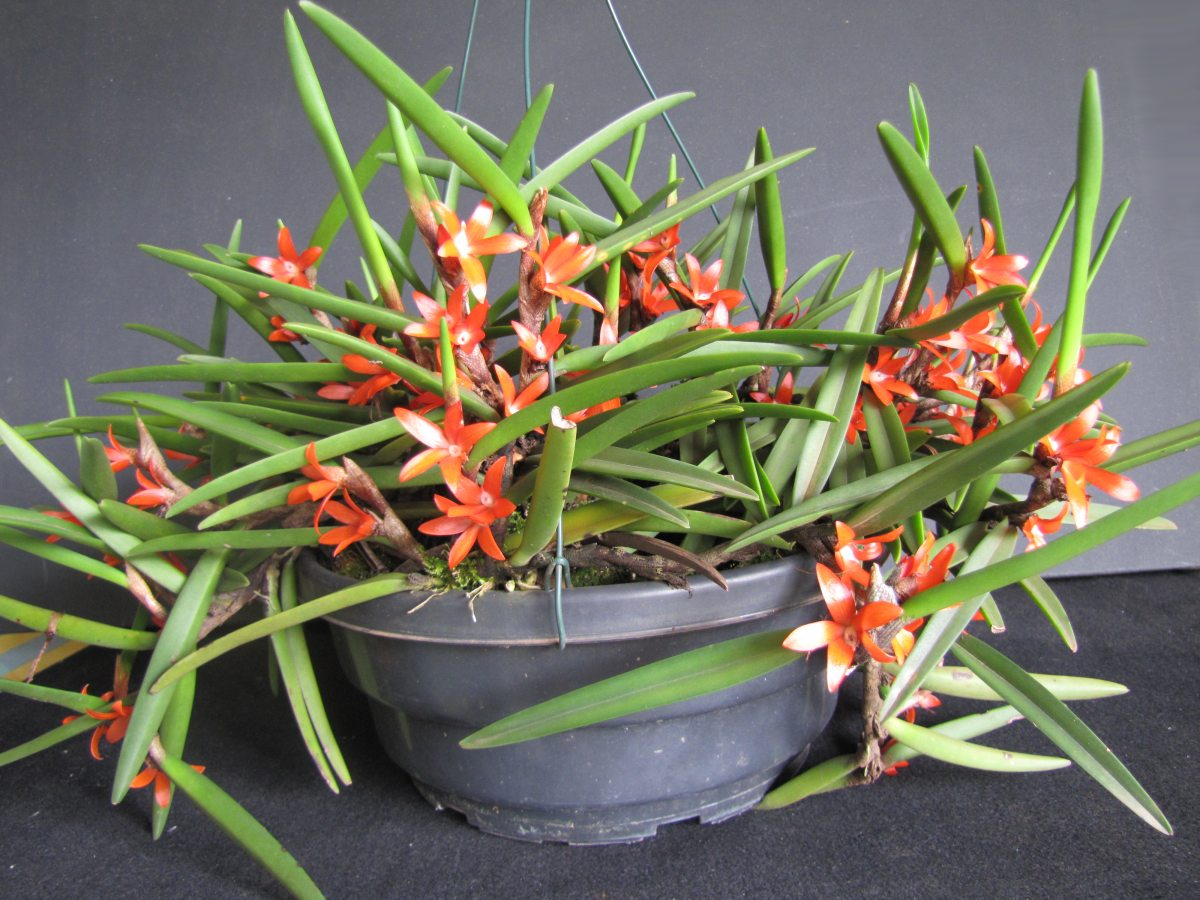
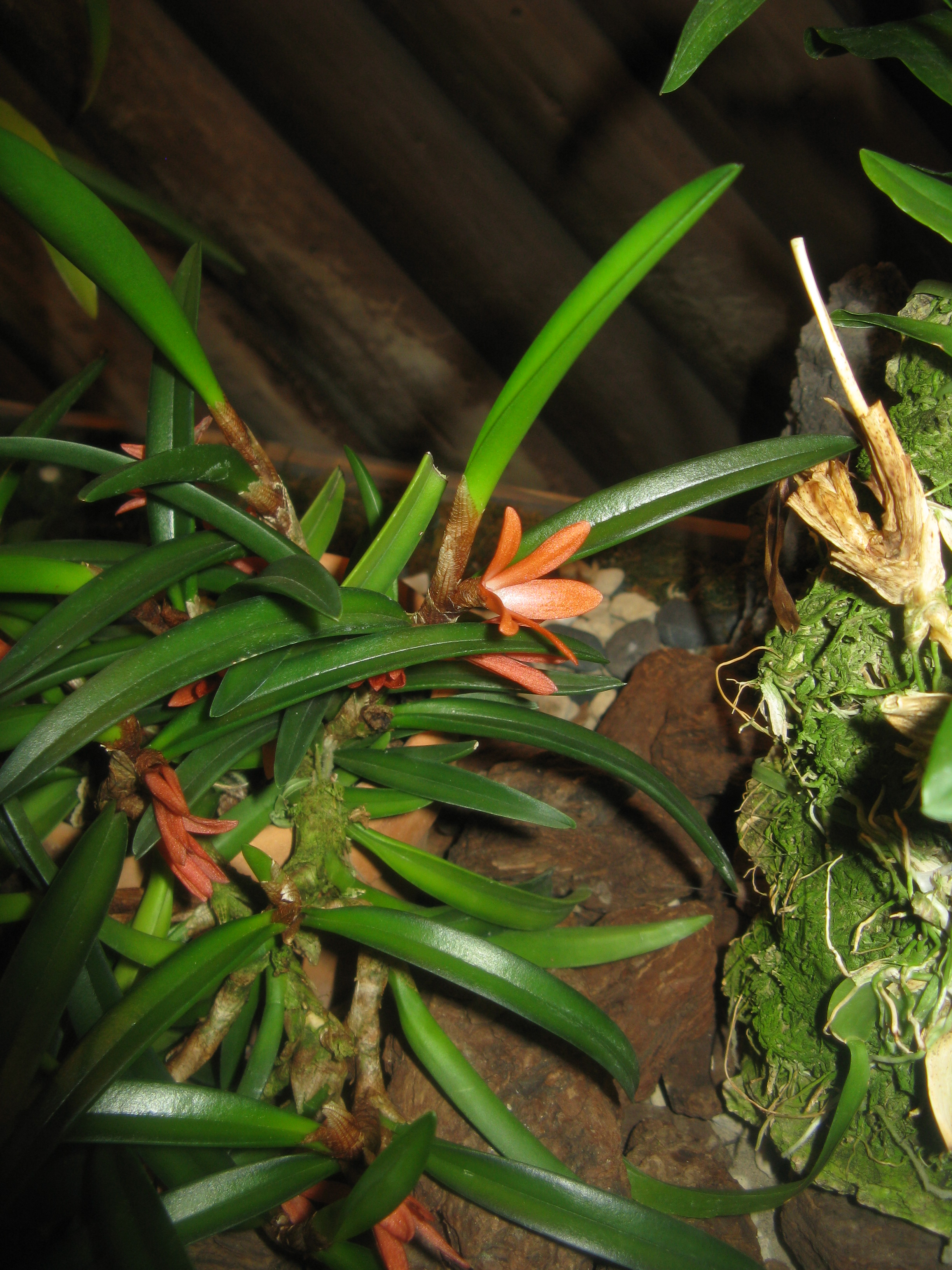
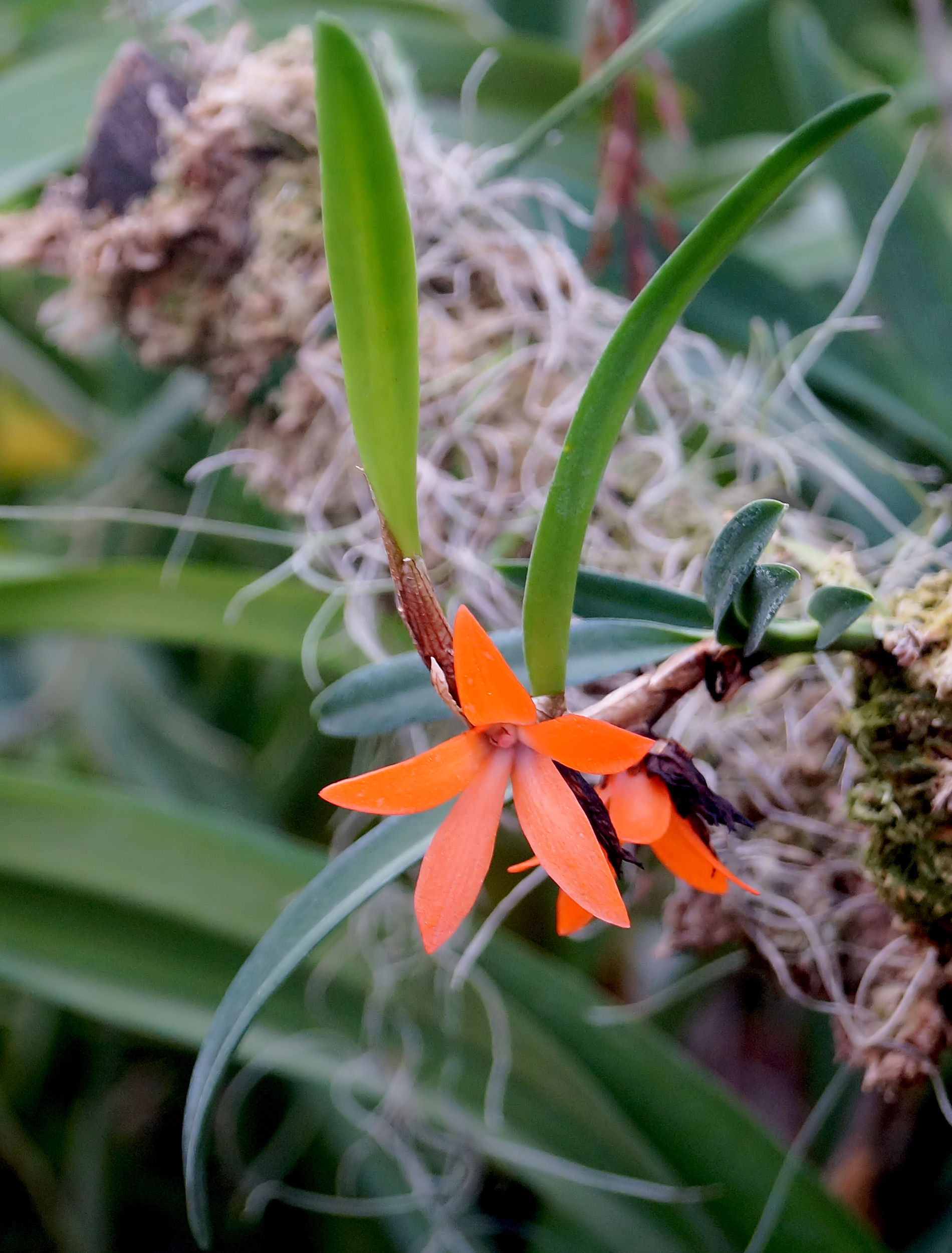
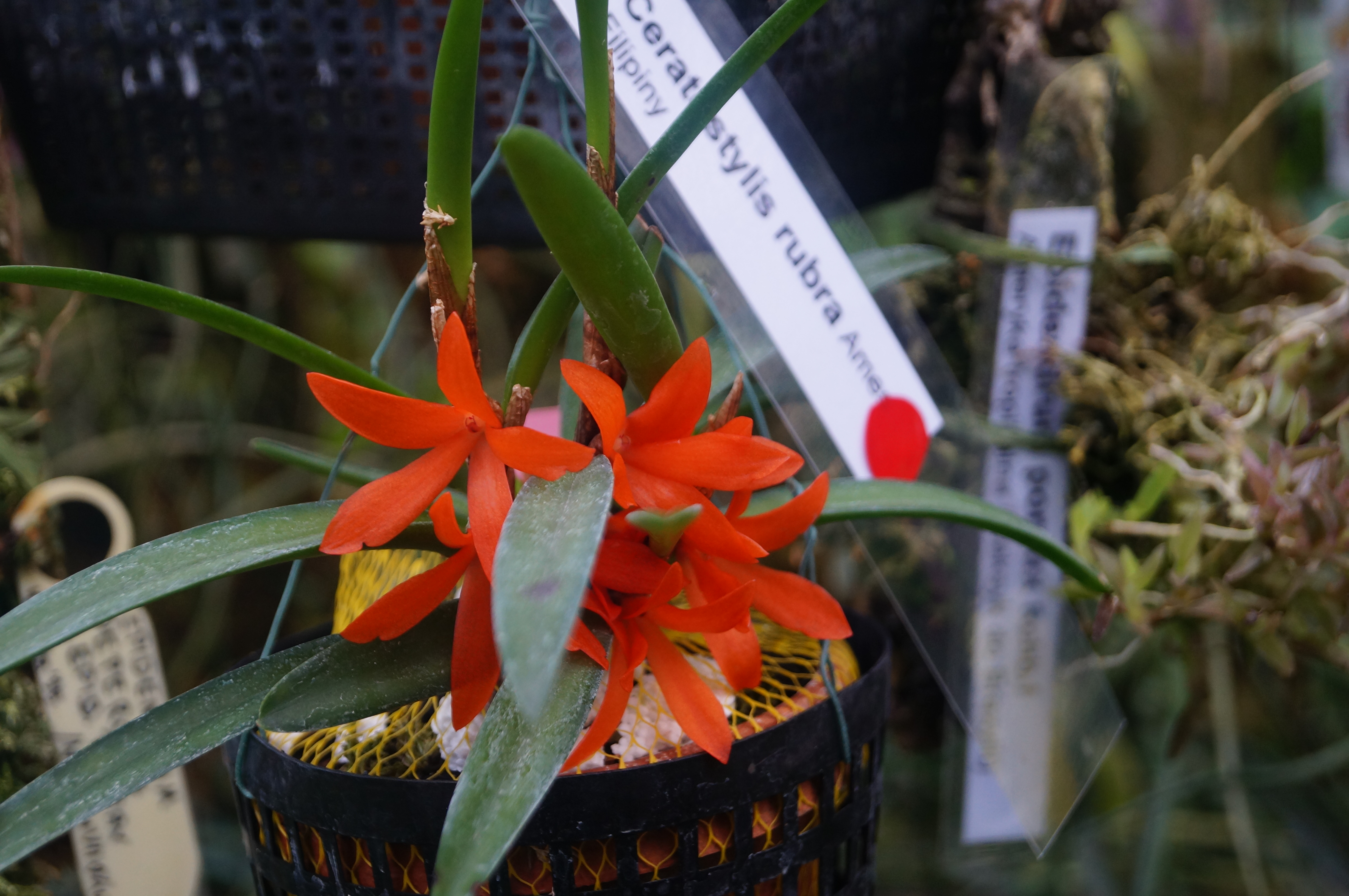
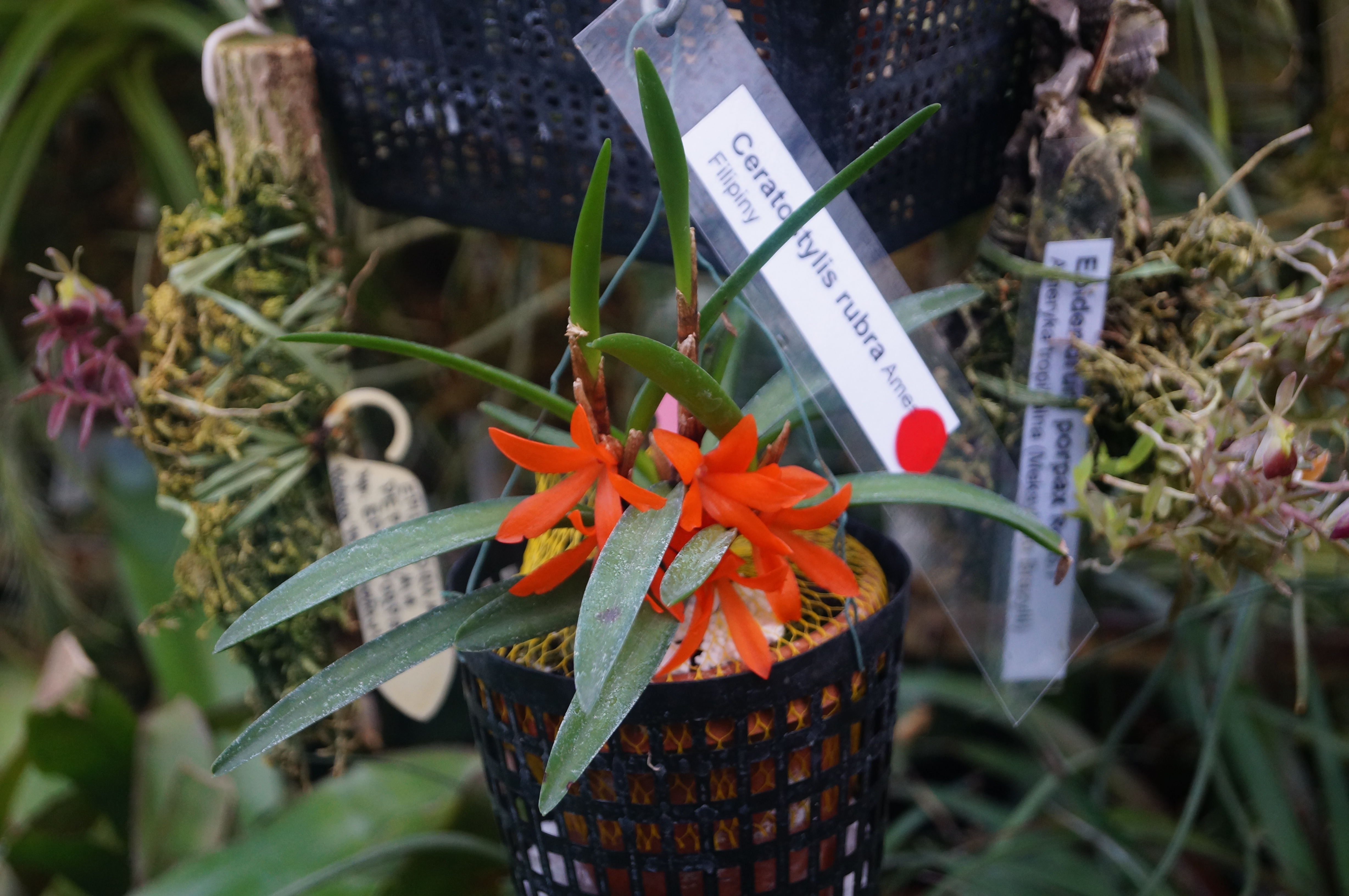